# Saint-Genès-de-Fronsac
Saint-Genès-de-Fronsac – miejscowość i gmina we Francji, w regionie Nowa Akwitania, w departamencie Żyronda. Nazwa miejscowości pochodzi od imienia św. Genezjusza.
Według danych na rok 1990 gminę zamieszkiwało 550 osób, a gęstość zaludnienia wynosiła 79 osób/km² (wśród 2290 gmin Akwitanii Saint-Genès-de-Fronsac plasuje się na 674. miejscu pod względem liczby ludności, natomiast pod względem powierzchni na miejscu 1283.).